# ALPACI
Dans la Marine française, l'acronyme Alpaci désigne l'officier général de marine commandant de la zone maritime de l'océan Pacifique et les forces maritimes de l'océan Pacifique (flotte du Pacifique). Il est également commandant supérieur des forces armées en Polynésie française (COMSUP Papeete) et commandant du centre d'expérimentation du Pacifique. Alpaci et son état-major sont basés à Papeete.

## Zone de compétence

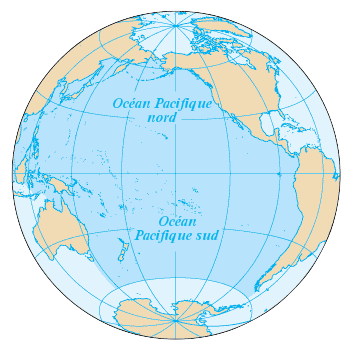
Zone de responsabilité de l'ALPACI

Alpaci a compétence sur la zone maritime de l'océan Pacifique, qui s'étend des détroits indonésiens, à la  côte australienne et au méridien du cap sud de la Tasmanie à l'ouest, à la côte américaine à l'est. En revanche la zone entourant la Nouvelle-Calédonie est sous la responsabilité du commandant supérieur des forces armées de Nouvelle-Calédonie (COMSUP Nouméa).

## Missions
En tant que commandant de zone maritime, Alpaci relève directement du chef d'état-major des armées (CEMA); en tant que commandant de forces maritimes, Alpaci relève de l'amiral commandant la force d'action navale (ALFAN) pour la gestion, l'entraînement et la préparation des unités affectées de manière permanente en océan Pacifique.
Alpaci assure le contrôle opérationnel des unités et forces maritimes déployés dans sa zone de compétence, à moins qu'un autre officier général n'ait été désigné à cet effet pour une opération particulière.
Alpaci assure également une forte activité de diplomatie de défense auprès de tous les pays de la zone, et cherche systématiquement à construire et développer avec eux une coopération militaire.
Il bénéficie des bases navales de Fare Ute à Papeete et de la Pointe Chaleix à Nouméa.
Malgré l'immensité de sa zone de responsabilité, ce grand commandement a perdu de son importance en raison de l'arrêt des expérimentations nucléaires et du relativement faible intérêt stratégique de la zone du Pacifique Sud.

## Unités déployées
[Quand ?]
Permanentes

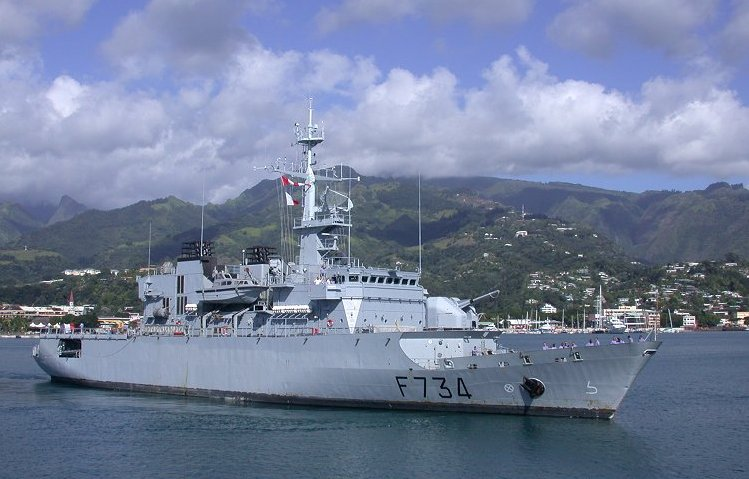
La frégate Vendémiaire manœuvrant dans le port de Papeete

- Les frégates de surveillance Prairial et Vendémiaire (basées respectivement à Papeete et à Nouméa) dotées chacune d'un hélicoptère Alouette III.

Occasionnelles
- Le groupe école Jeanne d'Arc composé d'un Bâtiment de Projection et de Commandement et d'une frégate fait chaque année un passage dans la zone de compétence ALPACI.
- Des bâtiments en traversée de longue durée peuvent également transiter par la zone et être placés sous l'autorité d'ALPACI.
- Des bâtiments de combat détachés de France participent régulièrement à des exercices internationaux dans la région.

## Missions accomplies par les forces navales dans l'océan Pacifique
- Opération Santal (16 septembre 1999-15 janvier 2000) au Timor oriental

## Amiraux ayant commandé la zone maritime de l’océan Pacifique (ALPACI)
| No. d'ordre | Grade, prénom & nom                            | Prise de commandement | Fin de commandement |
| ----------- | ---------------------------------------------- | --------------------- | ------------------- |
| 1.          | Capitaine de vaisseau Jean Pétesch             | 1963                  | mars 1964           |
| 2.          | Contre-amiral Jacques Thabaud                  | mars 1964             | août 1965           |
| 3.          | Contre-amiral Jacques Guillon                  | 10 août 1965          | 9 août 1967         |
| 4.          | Contre-amiral Tellier                          | août 1967             | 1969                |
| 5.          | Contre-amiral Donatien Levesque                | 1969                  | 1971                |
| 6.          | Contre-amiral Henri Laure                      | 1971                  | 1972                |
| 7.          | Vice-amiral Christian Claverie                 | 1972                  | 1974                |
| 8.          | Vice-amiral Jean Tardy                         | 1974                  | 1976                |
| 9.          | Contre-amiral Gérard de Castelbajac            | 1976                  | 1978                |
| 10.         | Vice-amiral Yves Leenhardt                     | 1978                  | 1980                |
| 11.         | Vice-amiral Jacques Choupin                    | 6 août 1980           | août 1982           |
| 12.         | Vice-amiral Jean Montpellier                   | août 1982             | 1984                |
| 13.         | Vice-amiral René Hugues                        | 1984                  | 1986                |
| 14.         | Vice-amiral Pierre Thireaut                    | 1986                  | 1988                |
| 15.         | Contre-amiral Jean Bergot                      | 1988                  | 1990                |
| 16.         | Contre-amiral François Quérat                  | 1990                  | 1993                |
| 17.         | Vice-amiral Philippe Euverte                   | 1993                  | 1996                |
| 18.         | Vice-amiral André Le Berre                     | 1996                  | 1998                |
| 19.         | Vice-amiral Jean Moulin                        | septembre 1998        | 2000                |
| 20.         | Vice-amiral Amaury Pourcher du Ruellé du Chéné | 2000                  | 21 juillet 2002     |
| 21.         | Vice-amiral Louis Dubessey de Contenson        | 22 juillet 2002       | 8 juillet 2004      |
| 22.         | Vice-amiral Patrick Giaume                     | 9 juillet 2004        | 15 juillet 2006     |
| 23.         | Contre-amiral Frédéric Maurice                 | 16 juillet 2006       | 31 juillet 2008     |
| 24.         | Contre-amiral Jean-Louis Vichot                | 1er août 2008         | 9 août 2010         |
| 25.         | Contre-amiral Jérôme Régnier                   | 10 août 2010          | 2 septembre 2012    |
| 26.         | Contre-amirale Anne Cullerre                   | 3 septembre 2012      | 31 juillet 2014     |
| 27.         | Contre-amiral Bernard-Antoine Morio de L’Isle  | 1er août 2014         | 7 août 2016         |
| 28.         | Contre-amiral Denis Bertrand                   | 8 août 2016           | 25 juillet 2018     |
| 29.         | Contre-amiral Laurent Lebreton                 | 26 juillet 2018       | 31 juillet 2020     |
| 30.         | Contre-amiral Jean-Mathieu Rey                 | 1er août 2020         | 31 juillet 2022     |
| 31.         | Contre-amiral Geoffroy d’Andigné               | 1er août 2022         | 31 juillet 2024     |
| 32.         | Contre-amiral Guillaume Pinget                 | 1er août 2024         |                     |